# Ecclesall
Ecclesall är en stadsdel i Sheffield i distriktet Sheffield, i grevskapet South Yorkshire, i England. Stadsdelen hade 20 559 invånare år 2021. Ecclesall var en civil parish 1904–1933 när blev den en del av Sheffield. Civil parish hade 203 892 invånare år 1931.